# 造幣局
造幣局（）とは、硬貨の鋳造や貴金属の品位証明を行う、政府の機関である。

## 歴史

### 前硬貨時代 - 硬貨の発明
最古の金属のお金は硬貨ではなく、リング状、もしくは武器状（刀銭）であった。これらは中国、エジプトのカルデア、アッシリア帝国で何千年もの間使用されていた。
世界で最初の硬貨であるエレクトロン貨を生産した造幣局は、紀元前7世紀のリュディア王国に建設されたと考えられている。国家権限の下で硬貨を製造するという考えは、すぐさま近隣のギリシャなどに普及した。また同時期に中国でも独自に建設され、そこから日本にも伝わった。
英語「Mint（造幣局）」の語源は、紀元前269年ローマの造幣所が女神ユーノー・モネータの寺院であったことに起因する。また、この女神は「Money」の語源にもなっている。

### 初期の生産
古代ローマ人は、打刻を知らなかったため、大量生産に向かない粘土の鋳型に溶けた銅を流し込む鋳造で生産していた（青銅貨アス）。最も古い製造では弾丸状か円錐状に鋳造し、ハンマーで金型を叩くことで片側だけ意匠を施した。無地の硬貨は金床の上に置かれ、金型はトングで固定された。その後、金床側でも意匠を施すようになった。球状であった無地貨幣は、すぐにレンズ状の無地貨幣に変わった。また、これらの貨幣は熱いうちにハンマーで叩かなければならなかった。青銅製の金型から鉄の金型に変更された西暦300年ごろになって、冷ました状態で整形することを試みるようになった。

### スクリュープレス加工
しばらくの間は重石を乗せることで意匠を施していた。しかし、1553年、フランス人技師Aubin Olivierがスクリュープレスによって意匠を施す技術と、鋳造せずに平坦な金属板から打ち抜きする機械を導入した。その後、8～12人の人力によって打ち抜きやプレス加工が行われていたが、馬やラバ、水力によって駆動するようになっていった。

### 産業革命と工場生産
1788年、バーミンガムのマシュー・ボールトンによって、産業技術と蒸気力の導入が行われた。英国では、14世紀に少額貨幣の不足が報告され、17世紀後半に悪化、18世紀になると人口の増加なども問題に拍車をかけ、さらにグレシャムの法則の通りに偽造通貨によって銀貨が国外に流出し深刻化した。1786年においては、流通する通貨の２／３が偽造通貨となり、王立造幣局は操業停止で対応したが、状況が悪化した。これに対し、実業家マシュー・ボールトンは自身の工場の一角を造幣局として使用し、硬貨製造する蒸気機械も発明した。この蒸気機械は、王立造幣局に導入され1881年まで稼働した。彼の会社は特許を取得し、ロシアやアメリカなどの他国の硬貨製造も請け負った。フィラデルフィアに2000万枚以上の無地硬貨を発送した際、造幣局長のエリアス・ブーディノットは「完璧で美しく仕上がっている」と称している。
その後、標準化された寸法と均一な重量と真円度などによる偽造通貨撲滅技術が導入され、20世紀になると蒸気から電力に置き換わるなどの改善が行われた。